# Camille Ayglon-Saurina
Camille Ayglon-Saurina (* 21. Mai 1985 in Avignon, Frankreich, geborene Camille Ayglon) ist eine ehemalige französische Handballspielerin. Sie bestritt 270 Länderspiele für die französische Nationalmannschaft.

## Karriere
Camille Ayglon-Saurina spielte ab dem Jahr 1999 beim französischen Verein Handball Cercle Nîmes. Zwischen 2008 und 2010 lief die Rückraumspielerin für den französischen Erstligisten Metz Handball auf. Mit Metz gewann sie 2009 die französische Meisterschaft, 2010 den französischen Pokal sowie 2009 und 2010 den französischen Ligapokal. Im Sommer 2010 kehrte sie zu Handball Cercle Nîmes zurück. Ab der Saison 2016/17 stand sie beim rumänischen Erstligisten CSM Bukarest unter Vertrag. Mit Bukarest gewann sie 2017 und 2018 die rumänische Meisterschaft, 2017 und 2018 den rumänischen Pokal und belegte 2017 und 2018 den dritten Platz beim Final Four der EHF Champions League. Im Juli 2018 schloss sie sich dem französischen Verein Nantes Loire Atlantique Handball an. Mit Nantes gewann sie die EHF European League 2020/21. Nach der Saison 2020/21 beendete sie ihre Karriere.
Camille Ayglon-Saurina lief anfangs für die französische Juniorinnen-Nationalmannschaft auf, mit der sie den 4. Platz bei der U-19-Europameisterschaft 2004 sowie den 17. Platz bei der U-20-Weltmeisterschaft 2005 belegte. Am 1. März 2007 gab sie ihr Debüt für die französische Nationalmannschaft. Mit der französischen Équipe nahm sie 2008, 2012 und 2016 an den Olympischen Spielen teil. 2016 gewann sie die olympische Silbermedaille. Ein Jahr später gewann sie die Weltmeisterschaft in Deutschland. bei der Europameisterschaft 2018 errang sie die Goldmedaille im eigenen Land. Weitere Erfolge mit der französischen Auswahl waren der Gewinn der Bronzemedaille bei der Europameisterschaft 2016 sowie der Gewinn der Silbermedaillen bei der Weltmeisterschaft 2009 und Weltmeisterschaft 2011.
Ayglon-Saurina ist seit September 2024 als Co-Trainerin der französischen Juniorinnennationalmannschaft tätig.

## Sonstiges
Camille Ayglon-Saurina ist mit dem französischen Handballspieler Guillaume Saurina verheiratet.